# 2005年蒙地卡羅大師賽
2005年蒙地卡羅大師賽，於2005年4月11日至4月17日，在摩納哥蒙地卡羅舉行，是第99屆賽事。

## 冠軍

### 男子單打
決賽： 拉斐爾·納達爾 擊敗  吉列爾莫·科里亞 （6–3、6–1、0–6、7–5）
- 這是他今年第3個冠軍和職業生涯第4個冠軍。

### 男子雙打
決賽： 利安德·帕斯 /  內納德·齊莫尼奇 擊敗  鮑勃·布賴恩 /  邁克·布賴恩（不戰而勝）

## 外部連結
- 官方網站